# Gáspár Margit
Gáspár Margit (írói álnevei 1924–1945 közöttː Gáspár Miklós, Gáspár Gitta és Boni Gáspár Gitta) (Budapest, Erzsébetváros, 1905. augusztus 1. – Budapest, 1994. augusztus 29.) Kossuth-díjas magyar író, műfordító, színigazgató.

## Élete
Zsidó családban született. Apja Gáspár Artúr (1875–1943) belügyminisztériumi tanácsos, majd 1918-ban külügyi államtitkár volt. Az őszirózsás forradalom alatti szerepvállalásért 1920-ban nyugdíjazták, s haláláig az Angol–Magyar Bank egyik aligazgatójaként dolgozott. Anyja Márkus Emma (1882–1948) volt. Nagybátyjai Márkus Miksa (1868–1944) író, újságíró, Márkus Dezső (1869–1948) karmester, színigazgató és Márkus Géza (1871–1912) építész.
Tizenhárom évesen az Érdekes Újságban jelent meg elbeszélése, később már újságíróként a Pesti Hírlapnál dolgozott. Első férje Mario Boni olasz gróf volt, akivel 1926. szeptember 11-én Budapesten kötött házasságot; de mellette szeretőt is tartott, Filippo Tommaso Marinetti olasz futurista személyében. Miatta lépett be az Olaszországban élő külföldiek fasiszta szervezetébe. Mivel rájött, hogy nőként nem tud megfelelően érvényesülni, 1945-ig Gáspár Miklós néven jelentek meg írásai. A második világháború után belépett a kommunista pártba, majd Vas Zoltán beszerzési kormánybiztos sajtófőnöke lett. 1946-ban a Városi Színház, 1947–1948-ban a Magyar Színház művészeti vezetője, 1949-től 1957-ig a Fővárosi Operettszínház igazgatója volt.
Nevéhez fűződik a magyar operettművészet tartalmi-dramaturgiai megújítása. 1948–1954 között a Színművészeti Főiskola operett tanszakát vezette. Színdarabjaiban a társadalmi problémák felvetése mellett a szórakoztató hangvétel is helyet kap. Hamletnek nincs igaza c. darabjában a személyi kultusz problémáit vetette fel. Drámái mellett tv-játékokat és hangjátékokat is írt. Jelentősek William Somerset Maugham és Luigi Pirandello fordításai.
Második férje Szűcs László dramaturg volt.

## Díjai, elismerései
- Felszabadulási Emlékérem; Magyar Népköztársasági Érdemérem (1950)
- A Magyar Népköztársaság Érdemrendje (1950)
- Kossuth-díj (1951)
- Munka Érdemrend ezüst fokozata (1954)
- Für ausgezeichnete Leistungen (1957)
- Munka Érdemrend arany fokozata (1965, 1970)
- Szocialista Magyarországért (1980)
- A Magyar Népköztársaság Zászlórendje (1985)
- Pro Urbe Budapest díj (1989)

## Művei
- Utazás a napsütés felé [Gáspár Miklós néven]; Légrády, Budapest, 1924
- Csiky Gergely és a franciák. G. Csiky auteur dramatique hongrois et ses modèles français; Városi és Tiszántúli Református Egyházkerület, Debrecen, 1928 (Francia irodalmi és nyelvtudományi dolgozatok a debreceni egyetem Francia szemináriumából, 2.)
- Rendkívüli kiadás (1933)
- Mindennek van ára (1936)
- Tűzvarázs (1937)
- Cézár hitvese. Regény [Gáspár Miklós néven]; Singer és Wolfner, Bp., 1939 (Új Idők könyvtára, 16.)
- Új isten Thébában. Színmű (1946)
- Az operett; Népszava, Bp., 1949 (Kultúriskola, 5.)
- Égiháború (1960)
- Hamletnek nincs igaza. Színmű; Gondolat, Bp., 1963
- A múzsák neveletlen gyermeke. A könnyűzenés színpad kétezer éve; Zeneműkiadó, Bp., 1963
- Ha elmondod, letagadom! Szatirikus játék; utószó Siklós Olga; Népművelési és Propaganda Intézet, Bp., 1967 (Színjátszók kiskönyvtára, 83.)
- Isteni szikra. Regény; Szépirodalmi, Budapest, 1974
- Harlekin keresztlánya. Regény; Szépirodalmi, Budapest, 1978
- A Fekete Császár. Fantasztikus regény (majdnem olyan fantasztikus, mint a valóság); Szépirodalmi, Bp., 1983
- Láthatatlan királyság. Egy szerelem története; Szépirodalmi, Bp., 1985
- Rab Ráby. Dráma két részben. Jókai Mór regény-részleteinek és Ráby Mátyás önéletrajzának felhasználásával írta Gáspár Margit; József Attila Színház, Bp., 1988
- Színpad és vérpad. Regény; Szabad Tér, Bp., 1989

## Műfordításai
- Suzanne Lenglen: Sport és szerelem (1928)
- Gösta Segercrantz: A Riviera csodadoktora (1928)
- Max Brand: Hajtóvadászat (1929)
- Max Brand: Ki lesz a hetedik? (1929)
- Max Brand: A vörös sólyom (1929)
- Nino Salvaneschi: Az éjszaka virága (1929)
- Pina Ballario: A felhők asszonya (1930)
- Rosita Forbers: Szemet szemért! (1930)
- Guido Milanesi: A fáraók leánya (1930)
- F. R. Nord: Világszép Nafuhsa (1930)
- Anna V. Gentile: Dacos szerelem (1931)
- Frank Heller: … és vigy minket a kísértésbe! (1931)
- A. Augosto Monti: Tarigo a kalandok hőse (1931)
- Flavia Steno: A tenger kísértete (1931)
- Alessandro Varaldo: A láthatatlan szövetséges (1931)
- Willy Dias: A legtisztább szerelem (1932)
- Arnaldo Fraccaroli: Amerikai lányok (1932)
- René Jeanne–Pierre Mariel: A kísértethajó (1932)
- Roberto Mandel: A csillagok pilótái (1932)
- Jean Martet: A hómezők virága (1932)
- Pitigrilli: A 18 karátos szűz (1932)
- Flavia Steno: A végzetes talizmán (1932)
- Alessandro Varaldo: A piros cipő (1932)
- Hedwig Courths-Mahler: Szerelem… hazugság? (1933)
- Willy Dias: Kivívott szerelem (1933)
- Irmgard Keun: A műselyemlány (1933)
- Emilio de Martino: Száguldó szerelem (1933)
- Guido Milanesi: Az őserdő titka (1933)
- Pitigrilli: Kokain (1933)
- Pitigrilli: Út a szerelemhez (1933)
- Gino Rocca: Az orkán (1933)
- Max Brand: A gyáva hős (1934)
- Max Brand: Óriások párbaja (1934)
- Neera: Beteljesült álom (1934)
- Pitigrilli: Csak a szerelem? (1934)
- M. Ring: Mindhalálig (1934)
- Riccardo Bacchelli: Szenvedélyes házasság (1935)
- Cecil Barr: Zsuzsi félre lép (1935)
- Max Brand: Két világ száműzöttje (1935)
- George Goodchild: A fáraó átka (1935)
- M. Ring: A boldogság árnya (1935)
- Max Brand: A bosszúálló (1936)
- Max Brand: Vér nem válik vízzé (1936)
- Max Brand: Vérbosszú (1936)
- Frank King: Izgalmak szigete (1936)
- Giovanni Papini: Dante (1936)
- Pirandello legszebb novellái (1936)
- Pitigrilli: Görbe utakon (1936)
- Clement Yore: A végzetes arany (1936)
- Max Brand: A láthatatlan diktátor (1937)
- Max Brand: Saskirály (1937)
- Max Brand: A szerelmes revolverhős (1937)
- Max Brand: A vidám Jack (1937)
- Mas Brand: Villám Jim (1937)
- Johnston McCulley: A vörös bohóc (1937)
- William Somerset Maugham: Örök szolgaság (1937)
- Pitigrilli: Szőke végzet (1937)
- Max Brand: A bizalmi ember (1938)
- Max Brand: Gavallér revolverhősök (1938)
- Max Brand: Vér és arany (1938)
- G. B. Rodney: Egy revolvernélküli fiú (1938)
- Charles Plisnier: Három házasság (1938)
- Max Brand: Revolverek zenéje (1939)
- Max Brand: A keményöklű cowboy (1940)
- Max Brand: Márványarc (1940)
- Edmondo De Amicis: Szív (1941)
- Hans Fallada: Nem szerelmi házasság (1941)
- Katrin Holland: Egyedül… mindörökké! (1941)
- Orio Vergani: Tavaszi látomás (1941)
- Katrin Holland: Carlotta Torresani (1942)
- Katrin Holland: … és újra kezdődik az élet (1942)
- Bernhard Kellermann: Georg Wendlandt három asszonya (1942)
- Norah Lofts: Virágzik, mint a rózsa (1942)
- François Mauriac: A farizeus (1942)
- Charles Alden Seltzer: Az arizonai nábob (1942)
- Katrin Holland: Helene (1943)
- Charles Plisnier: Az Annequin család I-IV. (1943-1944)

## Külső hivatkozások
- Gáspár Margit a PORT.hu-n (magyarul)